# Liste von Sprengstoffanschlägen im Jahr 2000
Die Liste von Sprengstoffanschlägen im Jahr 2000 erfasst Anschläge mit Sprengladungen und anderen Spreng- und Brandvorrichtungen gegen Einrichtungen und Ansammlungen von Menschen, die im Jahr 2000 passierten. Zu den Formen zählen unter anderem Auto- und Rucksackbomben. Siehe auch Liste von Anschlägen auf Verkehrsflugzeuge.

## Liste
| Datum    | Ereignis | Ort                           | Staat                  | Tote     | Verletzte | Anmerkung, Quellen |
| -------- | --- | ----------------------------- | ---------------------- | -------- | --------- | --- |
| 1. Jan.  | Anschlagsserie mit Schusswaffen, Sprengstoff und Brandbomben                                                           | Chittagong                    | Bangladesch            | 0        | 34        | [ 1 ] [ 2 ] [ 3 ] [ 4 ] [ 5 ] [ 6 ] [ 7 ] [ 8 ] [ 9 ] [ 10 ] [ 11 ] [ 12 ] [ 13 ] [ 14 ] [ 15 ] |
| 3. Jan.  | Sprengstoffanschlag auf Markt                                                                                          | Srinagar                      | Indien                 | 18       | 30        | [ 16 ] |
| 5. Jan.  | Selbstmordattentat auf Premierministerresidenz                                                                         | Colombo                       | Sri Lanka              | 10 (+1)  | 25        | [ 17 ] |
| 6. Jan.  | Sprengstoffanschlag auf Passagierzug                                                                                   | Neu-Delhi                     | Indien                 | 0        | 23        | [ 18 ] |
| 17. Jan. | Sprengstoffanschlag auf Markt                                                                                          | Karatschi                     | Pakistan               | 9        | 25        | [ 19 ] |
| 17. Jan. | Sprengstoffanschlag auf Markt                                                                                          | Chadera                       | Israel                 | 0        | 21        | [ 20 ] |
| 20. Jan. | Mörserangriff auf Polizeiparade                                                                                        | Trincomalee                   | Sri Lanka              | 5        | 25        | [ 21 ] |
| 21. Jan. | Anschlag mit Autobombe                                                                                                 | Madrid                        | Spanien                | 1        | 2         | [ 22 ] |
| 27. Jan. | Sprengstoffanschlag auf Postamt                                                                                        | Vavuniya                      | Sri Lanka              | 11       | 73        | [ 23 ] |
| 28. Jan. | Sprengstoffanschlag auf Moschee                                                                                        | Karatschi                     | Pakistan               | 4        | 28        | [ 24 ] |
| 8. Feb.  | Sprengstoffanschläge auf Busse                                                                                         | Colombo                       | Sri Lanka              | 3        | 42        | [ 25 ] |
| 20. Feb. | Anschlag mit Landmine auf Polizeistreife                                                                               | Madhya Pradesh                | Indien                 | 22       |           | [ 26 ] |
| 25. Feb. | Sprengstoffanschläge auf Bus und Fähre                                                                                 | nahe Kolambugan               | Philippinen            | 44       | 50        | [ 27 ] |
| 2. Mrz.  | Anschlag mit Maschinengewehren und Granatwerfern auf Bereitschaftspolizisten                                           | Grosny                        | Russland               | 16       | 21        | [ 28 ] |
| 6. Mrz.  | Anschlag mit Autobombe auf Polizeistreife                                                                              | Donostia-San Sebastián        | Spanien                | 0        | 7         | [ 29 ] |
| 10. Mrz. | Anschlag mit Schusswaffen und Granaten auf Polizisten                                                                  | Colombo                       | Sri Lanka              | 22       | 47        | [ 30 ] |
| 26. Mrz. | Anschlag mit Schusswaffen und Granaten auf Bürgermeister                                                               | Antioquia                     | Kolumbien              | 29       |           | [ 31 ] |
| 26. Mrz. | Anschlag mit Autobombe auf Polizeistation                                                                              | Girardot                      | Kolumbien              | 1        | 30        | [ 32 ] |
| 28. Mrz. | Sprengstoffanschlag auf Markt                                                                                          | Torcham                       | Pakistan               | 7        | 27        | [ 33 ] |
| 19. Apr. | Granatenangriff auf Militärkonvoi                                                                                      | Sopore                        | Indien                 | 2        | 28        | [ 34 ] |
| 19. Apr. | Sprengstoffanschlag auf Restaurant                                                                                     | Quévert                       | Frankreich             | 1        | 0         | [ 35 ] |
| 29. Apr. | Anschlag in Hamburg am 29. April 2000                                                                                  | Hamburg-St. Pauli             | Deutschland            | 0        | 9         | Anschlag mit einer Splitterhandgranate im VIP-Bereich einer Diskothek. |
| 3. Mai   | Anschlagsserie | General Santos                | Philippinen            | 14 (+1)  | 30        | [ 38 ] [ 39 ] [ 40 ] |
| 4. Mai   | Raketenangriff auf Gemeinde                                                                                            | Chadera                       | Israel                 | 0        | 28        | [ 41 ] |
| 8. Mai   | Sprengstoff- und Schusswaffenanschlag auf gepanzertes Firmenfahrzeug                                                   | Vigo                          | Spanien                | 2        | 4         | [ 42 ] |
| 10. Mai  | Selbstmordattentat auf Soldaten                                                                                        | Jaffna                        | Sri Lanka              | 0 (+?)   | 149       | [ 43 ] |
| 17. Mai  | Sprengstoffanschlag auf Buddhistisches Festival                                                                        | Batticaloa                    | Sri Lanka              | 17       | 75        | [ 44 ] |
| 18. Mai  | Sprengstoffanschläge auf Markt und Bäckerei                                                                            | Jolo, Zamboanga City          | Philippinen            | 5        | 34        | [ 45 ] [ 46 ] |
| 21. Mai  | Sprengstoffanschlag auf Kirche                                                                                         | Machilipatnam                 | Indien                 | 0        | 22        | [ 47 ] |
| 21. Mai  | Anschlag mit Schusswaffen und Sprengstoff auf Dorf                                                                     | Tripura                       | Indien                 | 25       |           | [ 48 ] |
| 25. Mai  | Granatenangriff auf Markt                                                                                              | Jolo                          | Philippinen            | 4        | 39        | [ 49 ] |
| 28. Mai  | Sprengstoffanschlag auf Kirche                                                                                         | Medan                         | Indonesien             | 0        | 60        | [ 50 ] |
| 30. Mai  | Anschlag mit Landmine auf Polizeikonvoi                                                                                | Vavuniya                      | Sri Lanka              | 5        | 20        | [ 51 ] |
| 5. Jun.  | Anschlag mit 13 Selbstmordattentätern mit sprengstoffbeladenen Booten                                                  | nahe Vadamarachchi            | Sri Lanka              | 21 (+13) | 0         | [ 52 ] |
| 16. Jun. | Sprengstoffanschlag auf Markt                                                                                          | Muaskar                       | Algerien               | 13       | 42        | [ 53 ] |
| 21. Jun. | Sprengstoffanschlag auf katholische Zivilisten                                                                         | Belfast                       | Vereinigtes Königreich | 0        | 2         | [ 54 ] |
| 25. Jun. | Autobombenanschlag auf Zivilisten                                                                                      | Getxo                         | Spanien                | 0        | 4         | [ 55 ] |
| 1. Jul.  | Raketenangriff auf Polizeihauptquartier                                                                                | Bogotá                        | Kolumbien              | 1        | 30        | [ 56 ] |
| 2. Jul.  | 4 Selbstmordattentate mit Autobomben auf Militärgebäude                                                                | Tschetschenien                | Russland               | 65 (+4)  | 81        | [ 57 ] [ 58 ] [ 59 ] [ 60 ] [ 61 ] |
| 6. Jul.  | Rohrbombenanschlag auf Touristen                                                                                       | Lignano Sabbiadoro            | Italien                | 0        | 1         | [ 62 ] |
| 12. Jul. | Autobombenanschlag im Stadtzentrum                                                                                     | Madrid                        | Spanien                | 0        | 8         | [ 63 ] |
| 15. Jul. | Autobombenanschlag | Castlewellan                  | Vereinigtes Königreich | 0        | 1         | [ 64 ] |
| 16. Jul. | Sprengstoffanschlag auf Zug                                                                                            | Hyderabad                     | Pakistan               | 9        | 25        | [ 65 ] |
| 16. Jul. | Autobombenanschlag auf Polizeikaserne                                                                                  | Ágreda                        | Spanien                | 0        | 1         | [ 66 ] |
| 17. Jul. | Sprengstoffanschlag auf Markt                                                                                          | Kabacan                       | Philippinen            | 2        | 35        | [ 67 ] |
| 22. Jul. | Sprengstoffanschlag auf Markt                                                                                          | Quetta                        | Pakistan               | 7        | 25        | [ 68 ] |
| 24. Jul. | Sprengstoffanschlag auf Bus                                                                                            | Jalandhar                     | Indien                 | 7        | 20        | [ 69 ] |
| 27. Jul. | Sprengstoffanschlag in Düsseldorf                                                                                      | Düsseldorf                    | Deutschland            | 0        | 10        | Schwangere verliert ungeborenes Kind. |
| 1. Aug.  | Sprengstoffanschlag auf die philippinische Botschaft                                                                   | Jakarta                       | Indonesien             | 2        | 21        | [ 72 ] |
| 8. Aug.  | Sprengstoffanschlag auf U-Bahnstation                                                                                  | Moskau                        | Russland               | 12       | 97        | [ 73 ] |
| 8. Aug.  | Autobombenanschlag | Madrid                        | Spanien                | 0        | 11        | [ 74 ] |
| 9. Aug.  | Anschlag mit Landmine auf Militärfahrzeug                                                                              | nahe Trincomalee              | Sri Lanka              | 1        | 30        | [ 75 ] |
| 10. Aug. | Autobombenanschlag auf Sicherheitskräfte                                                                               | Srinagar                      | Indien                 | 15       | 30        | [ 76 ] |
| 13. Aug. | Anschlagsserie mit 2 Landminen und 2 Sprengsätzen                                                                      | Jammu und Kashmir             | Indien                 | 5        | 38        | [ 77 ] [ 78 ] [ 79 ] [ 80 ] |
| 14. Aug. | Sprengstoffanschlag auf Zug                                                                                            | Uttar Pradesh                 | Indien                 | 11       | 40        | [ 81 ] |
| 15. Aug. | Sprengstoffanschlag | Belfast                       | Vereinigtes Königreich | 0        | 1         | [ 82 ] |
| 17. Aug. | Sprengstoffanschlag auf Kaufhaus                                                                                       | Riga                          | Lettland               | 1        | 34        | [ 83 ] |
| 18. Aug. | Anschlag mit Landmine auf Arbeiter in Lkw                                                                              | Caprivizipfel                 | Namibia                | 1        | 47        | [ 84 ] |
| 20. Aug. | Anschlag mit Autobombe auf Polizeistreife                                                                              | Sallent de Gállego            | Spanien                | 2        | 0         | [ 85 ] |
| 20. Aug. | Anschlag mit Rauchbombe auf Asylbewerberheim                                                                           | Eisenhüttenstadt              | Deutschland            | 0        | 7         | [ 86 ] |
| 13. Sep. | Anschlag mit Autobombe auf Börse                                                                                       | Jakarta                       | Indonesien             | 15       | 27        | [ 87 ] |
| 15. Sep. | Selbstmordattentat auf Krankenhaus                                                                                     | Colombo                       | Sri Lanka              | 6 (+1)   | 24        | [ 88 ] |
| 19. Sep. | Sprengstoffanschlag auf Markt                                                                                          | Islamabad                     | Pakistan               | 16       | 60        | [ 89 ] |
| 19. Sep. | Anschlag mit Schusswaffen und Panzerfäusten auf Militärfahrzeug                                                        | nahe Trincomalee              | Sri Lanka              | 22       | 2         | [ 90 ] |
| 23. Sep. | Anschlag mit Schusswaffen und Raketenwerfer auf christliche Zivilisten                                                 | Maluku                        | Indonesien             | 1        | 27        | [ 91 ] |
| 24. Sep. | Anschlagsserie mit Granaten und Sprengsätzen auf Regierungsgebäude, Bürgermeisterbüro, Gefängnis, Polizeihauptquartier | Entwicklungsregion Mittelwest | Nepal                  | 14       | 40        | [ 92 ] |
| 29. Sep. | Sprengstoffanschlag auf Zeitungsbüro                                                                                   | Barcelona                     | Spanien                | 0        | 6         | [ 93 ] |
| 1. Okt.  | Sprengstoffanschlag auf Kirche                                                                                         | Duschanbe                     | Tadschikistan          | 7        | 70        | [ 94 ] |
| 5. Okt.  | Selbstmordattentat auf Wahlkundgebung                                                                                  | Medawachchiya                 | Sri Lanka              | 11 (+1)  | 45        | [ 95 ] |
| 6. Okt.  | Sprengstoffanschläge auf Bahnhof und Markt                                                                             | Newinnomyssk                  | Russland               | 3        | 20        | [ 96 ] |
| 10. Okt. | Granatenangriffe auf Tanzsäle                                                                                          | Gulu                          | Uganda                 | 9        | 60+       | [ 97 ] |
| 12. Okt. | Selbstmordattentat mit sprengstoffbeladenem Boot auf US-Militärschiff                                                  | Aden                          | Jemen                  | 15 (+2)  | 38        | [ 98 ] |
| 19. Okt. | Selbstmordattentat auf Stadthalle                                                                                      | Colombo                       | Sri Lanka              | 3 (+1)   | 21        | [ 99 ] |
| 22. Okt. | Autobombenanschlag auf Gefängniswärter                                                                                 | Vitoria-Gasteiz               | Spanien                | 1        | 0         | [ 100 ] |
| 22. Okt. | Sprengstoffanschlag auf Parteiveranstaltung                                                                            | Karatschi                     | Pakistan               | 4        | 43        | [ 101 ] [ 102 ] |
| 23. Okt. | Anschlag mit sprengstoffbeladenen Boote und Mörsern auf Marinegelände                                                  | Trincomalee                   | Sri Lanka              | 6 (+18)  | 43        | [ 103 ] |
| 2. Nov.  | Sprengstoffanschlag auf Markt                                                                                          | Rawalpindi                    | Pakistan               | 0        | 26        | [ 104 ] |
| 2. Nov.  | Anschlag mit Autobombe auf Zivilisten                                                                                  | Barcelona                     | Spanien                | 0        | 2         | [ 105 ] |
| 11. Nov. | Anschlag mit Granatwerfer auf Zivilisten                                                                               | Donostia-San Sebastián        | Spanien                | 0        | 11        | [ 106 ] |
| 22. Nov. | Granatenangriff auf Polizeikaserne                                                                                     | Irun                          | Spanien                | 0        | 1         | [ 107 ] |
| 22. Nov. | Anschlag mit Autobombe auf Linienbus                                                                                   | Chadera                       | Israel                 | 2        | 41        | [ 108 ] |
| 28. Nov. | Anschlag mit Landmine auf Bus                                                                                          | Nord-Zentralprovinz           | Sri Lanka              | 7        | 20        | [ 109 ] |
| 6. Dez.  | Anschlag mit Landmine auf Bus                                                                                          | nahe Batticaloa               | Sri Lanka              | 3        | 23        | [ 110 ] |
| 6. Dez.  | Anschlag mit Autobombe, Mörsern und Sprengsätzen auf Polizisten, Zivilisten und Milizionäre                            | Antioquia                     | Kolumbien              | 29       | 15        | [ 111 ] |
| 8. Dez.  | Anschlag mit 2 Autobomben auf Markt                                                                                    | Pjatigorsk                    | Russland               | 4        | 28        | [ 112 ] |
| 9. Dez.  | Anschlag mit Autobombe auf Zivilisten                                                                                  | Tschetschenien                | Russland               | 21       | 21        | [ 113 ] |
| 16. Dez. | Anschlag mit 2 Landminen auf Zivilisten                                                                                | Tachar                        | Afghanistan            | 25       |           | [ 114 ] |
| 24. Dez. | Sprengstoffanschläge auf Kirchen                                                                                       |                               | Indonesien             | 18 (+1)  | 118       | [ 115 ] [ 116 ] [ 117 ] [ 118 ] [ 119 ] [ 120 ] [ 121 ] [ 122 ] [ 123 ] [ 124 ] [ 125 ] [ 126 ] [ 127 ] [ 128 ] [ 129 ] [ 130 ] [ 131 ] [ 132 ] [ 133 ] [ 134 ] [ 135 ] [ 136 ] [ 137 ] [ 138 ] [ 139 ] [ 140 ] [ 141 ] [ 142 ] [ 143 ] [ 144 ] [ 145 ] [ 146 ] [ 147 ] [ 148 ] [ 149 ] [ 150 ] [ 151 ] [ 152 ] [ 153 ] |
| 25. Dez. | Anschlag mit Autobombe auf Militärhauptquartier                                                                        | Jammu und Kashmir             | Indien                 | 8        | 23        | [ 154 ] |
| 25. Dez. | Sprengstoffanschläge auf Markt, Passagierbus und Bahnhof                                                               |                               | Pakistan               | 0        | 45        | [ 155 ] [ 156 ] [ 157 ] [ 158 ] |
| 25. Dez. | Sprengstoffanschläge auf Tankstelle, Park, Ninoy Aquino International Airport, Bus und Zug                             | Manila                        | Philippinen            | 22       | 100       | [ 159 ] [ 160 ] [ 161 ] [ 162 ] [ 163 ] |